# Illaena nigrina
Illaena nigrina là một loài bọ cánh cứng trong họ Cerambycidae.